# Inostrancevia
Inostrancevia és un gènere extint de teràpsid gorgonòpid descobert a Sokolki, al riu Dvinà Septentrional, a prop d'Arkhànguelsk (Rússia). Aquest animal visqué fa 251 milions d'anys, durant el Permià superior. L'espècie I. alexandri és coneguda a partir d'un esquelet gairebé complet que manca d'alguns fragments menors de costelles i vèrtebres. Com totes les altres espècies de gorgonòpid, era un quadrúpede de postura erecta, amb una llargada de més de 3 metres, amb una estructura òssia característica de potents ancoratges musculars.
És possible que cacés restant a l'aguait prop de cursos d'aigua, amagat entre la vegetació, per saltar sobre les preses que s'hi acostessin a beure.
El 2023 se'n trobaren fòssils a Sud-àfrica, testimoni d'una migració prehistòrica d'11.300 km.